# Salgó László Péter
Salgó László Péter (1986 –) jogász, 2014 és 2023 között az Igazságügyi Minisztérium helyettes államtitkára, majd közigazgatási államtitkára. 2023-tól Csongrád-Csanád vármegye főispánja.

## Tanulmányok
Középiskolai tanulmányait a szegedi Dugonics András Piarista Gimnáziumban végezte. 2004–2009 között Szegedi Tudományegyetem Állam- és Jogtudományi Karának hallgatója volt. 2011-ben közigazgatási szakvizsgát, 2013-ban jogi szakvizsgát tett.

## Szakmai karrier
2009–2010 között az APEH Közép-Magyarországi Regionális Igazgatóság jogi referense.
2010-ben a Közigazgatási és Igazságügyi Minisztérium jogi szakreferense. 2010–2014 között a Közigazgatási és Igazságügyi Minisztérium titkárságvezetője, főosztályvezető. 2014-ben az Igazságügyi Minisztérium kormányzati jogszabály-előkészítés összehangolásáért felelős helyettes államtitkára. 2014–2023 között az Igazságügyi Minisztérium jogszabály-előkészítés összehangolásáért és közjogi jogalkotásért felelős helyettes államtitkára, majd közigazgatási államtitkára.
2023-tól  Csongrád-Csanád vármegye főispánja.

### Egyéb megbízatásai
- 2014– a Magyar Közlöny felelős szerkesztője
- 2014– a Nemzeti Közszolgálati Egyetem Közigazgatási Továbbképzési Kollégium tagja
- 2015– a Nemzeti Közszolgálati Egyetem Mentorok Kollégiuma tagja
- 2015– a Fontes Iuris folyóirat felelős szerkesztője
- 2018– a Nemzeti Közszolgálati Egyetem Tanácsadó Testület tagja

## Nyelvtudása
Angol és latin középfokú nyelvvizsgával rendelkezik.

## Díjak
- Deák Ferenc-díj (2023)

## Családja
Nős, nejével 3 gyermekük van.

## Publikációi
- Az aranyrészvény megítélése az Európai Unióban, Parlamenti Ösztöndíjasok 2007/2008, Országgyűlés Hivatala, 2009
- Szuverenitás-föderáció avagy konföderáció felé tart az EU, Politika.hu 2008
- A klaszterek sajátosságai, különös tekintettel kartelljogi jellemzőikre, Versenytükör, 2009.augusztus-december
- Az Igazságügyi Minisztérium szerepe a kormányzati jogszabály-előkészítésben, Fontes Iuris, 3. évfolyam 1. szám, 2017
- A joggyakorlat-elemzés hatásai a kormányzati jogszabály-előkészítésben, Fontes Iuris 3. évfolyam 2. szám, 2017
- Az egyeztetési kötelezettség elmulasztása a jogszabály-előkészítés során, Fontes Iuris 3. évfolyam 3. szám, 2017
- Az egyházi jogállásra vonatkozó alkotmánybírósági gyakorlat, Fontes Iuris 4. évfolyam 1. szám, 2018
- Az Alaptörvény hetedik módosításának jogpolitikai háttere a jogszabály-előkészítő szemével, Fontes Iuris 4. évfolyam 3. szám, 2018